# Ewa Charska
Ewa Charska (ur. 2 lutego 1974) – polska lekkoatletka, (sprinterka), wielokrotna mistrzyni Polski w biegu sztafetowym.

## Życiorys
Absolwentka Zespołu Szkół Sportowych nr 70 im.płk Henryka Leliwy-Roycewicza. Zawodniczka klubu Orła Warszawa, podopieczna trenerki Jadwigi Szyszko.
Na mistrzostwach Polski seniorów na otwartym stadionie zdobyła cztery medale, w tym dwa złote i dwa srebrne: w sztafecie 4 x 100 m - złoto w 1992 i 1993 oraz srebro w 1991 i 1994.
W 1991 wystąpiła na mistrzostwach Europy juniorów, zajmując 8. miejsce w biegu na 200 m, z czasem 24,58.
Rekordy życiowe:
- bieg na 100 m – 12,07 (Warszawa, 19 czerwca 1993)
- bieg na 200 m – 24,19 (Kielce, 24 lipca 1993)